# Eucleoteuthis luminosa
Eucleoteuthis luminosa Sasaki, 1915 è una specie di molluschi cefalopodi appartenente alla famiglia Ommastrephidae, unico membro del genere Eucleoteuthis.

## Descrizione
H. pelagica ha pinne a forma di cuore che terminano con una breve coda arrotondata all'apice. La lunghezza delle pinne va dal 41 al 50% della lunghezza del mantello la larghezza va dal 50 al 65% sempre della lunghezza del mantello. La parte distale della clava tentacolare o dattilo ha piccole ventose in 4 serie. Le ventose più grandi presenti suulla mano, la parte mediana della clava, portano un grande dente appuntito sulla parte distale. Sul carpo, la sezione della clava tentacolare più prossima al fusto del tentacolo, sono presenti da due a quattro ventose dotate di anello dentato. Le braccia hanno estremità non arrotondata ma acuta e portano da 19 a 32 paia di ventose. Il maschio ha il braccio ventrale sinistro, trasformato in ectocotile. Questa specie è dotata di numerosi fotofori la cui complessa disposizione è tipica e diagnostica del genere. I fotofori sottocutanei sono piccoli, numerosi e sparsi su tutto il corpo dell'animale tranne che sulle pinne, sugli occhi e sull'imbuto. I fotofori cutanei sono formano due lunghe e strette strisce sulla superficie ventrale, affiancate lungo la linea mediana del corpo; queste strisce luminose si interrompono per un breve tratto nella parte caudale del corpo in corrispondenza della massima ampiezza delle pinne. In corrispondenza delle strisce vi sono due macchie luminose presso il margine anteriore del mantello; altri fotofori indistinti e simili a macchie luminescenti sono presenti alla base e alla metà della parte ventrale delle braccia ventrali. Un grande fotoforo ben distinto è presente sulla parte ventrale di ogni globo oculare e un fotoforo di forma rotonda è presente sull'intestino.
La lunghezza del mantello raggiunge i 22,7 cm e il peso i 235 g

## Distribuzione e habitat
Questa specie ha una netta distribuzione bipolare. Risulta presente nell'Atlantico meridionale tra i 10° e i 36° S mentre è assente dall'Atlantico settentrionale. Nell'Pacifico settentrionale è diffuso su una fascia che nella parte asiatica dell'oceano va dai 25° ai 45° N ai 10° ai 40° N sul lato est dell'oceano; nel Pacifico meridionale i limiti latitudinali vanno dai 13° ai 43° S. Nell'oceano Indiano, infine, è presente fra i 15° e i 34° S. E. luminosa pare non essere comune in nessuna parte degli oceani.
Si tratta di una specie diffusa nella zona epipelagica e nella parte superiore di quella mesopelagica, l'intervallo batimetrico va da 0 a 400 m circa. Le abitudini sono strettamente pelagiche, non ha nessun rapporto con il fondale e si trova sempre in corrispondenza di acque profonde oltre 200 m. Solo raramente adulti e subadulti si trovano in superficie. Effettua una migrazione nictemerale e durante il giorno staziona fra i 50 e i 100 metri di fondo.

## Biologia
Poco nota, si tratta della specie meno studiata fra gli Ommastrephidae. Il ciclo vitale dura circa un anno. I maschi raggiungono la maturità sessuale a 180-270 giorni di vita quando la lunghezza del mantello è di circa 95-185 mm, mentre le femmine a 220-240 giorni per una lunghezza del mantello di 102-200 mm.

### Riproduzione
Nelle parti più calde dell'areale si riproduce tutto l'anno mentre nelle aree alle alte latitudini nei mesi primaverili ed estivi. La femmina può produrre tra 300.000 e 625.000 uova; ogni uovo misura tra 0,8 e 1 mm. Le uova vengono deposte in più eventi dilazionati nel tempo.

### Alimentazione
Si nutre principalmente di giovanili di pesci ossei e altri calamari, di crostacei planctonici e di molluschi eteropodi.

### Predatori
Tra i predatori conosciuti di questa specie vi sono il sauro feroce, lo squalo martello, i tonni, pesci della famiglia Trachichthyidae tra i quali Hoplostethus atlanticus, uccelli marini e callorini dell'Alaska.

## Pesca
Di nessuna importanza a causa della scarsa frequenza.